# Batavische Republik
Die Batavische Republik (niederländisch Bataafse Republiek, neuniederl.: Bataafsche Republiek) war eine durch französischen Revolutionsexport errichtete Tochterrepublik, gebildet aus der Republik der Sieben Vereinigten Provinzen. Sie wurde am 19. Januar 1795 ausgerufen und am 5. Juni 1806 in das Königreich Holland umgewandelt. Die Bezeichnung der Republik als „batavisch“ orientierte sich, dem damaligen Zeitgeist entsprechend, am antiken Volk der Bataver.

## Geschichte

### Die alte Republik der Vereinigten Niederlande
Die Republik der Sieben Vereinigten Provinzen bestand bereits seit 1581, war jedoch geprägt von einer abgeschlossenen politischen Elite aus kaufmännischer Aristokratie (Regenten / Patriziat) und dem Haus Oranien, welches das seit 1747 erbliche Statthalteramt und damit den Oberbefehl über Heer und Marine innehatte. Diese beiden Machtstrukturen agierten teils in einer offenen Auseinandersetzung zueinander. 
Als sich zunehmend mehr Macht in immer weniger Händen konzentrierte, regte sich im letzten Viertel des 18. Jahrhunderts Widerstand gegen die bestehenden Machtstrukturen. Kreise, die sich an den Ideen der Aufklärung orientierten, forderten mehr Rechte zur Mitbestimmung. Nach anfänglichen Erfolgen scheiterten die Patrioten und mussten im Jahre 1787 in großer Zahl nach Frankreich flüchten, als Preußen zugunsten der Oranier militärisch intervenierte.
Zu Beginn des Ersten Koalitionskrieges gegen das revolutionäre Frankreich (1792–1797) blieb die Republik der Sieben Vereinigten Niederlande zwar neutral. Für Großbritannien jedoch war sie der wichtigste Geldgeber. Großbritannien wiederum stellte den Hauptfeind der Französischen Revolution dar, wodurch die Vereinigten Niederlande in den Konflikt verwickelt wurden. Am 1. Februar 1793 kam es zur Kriegserklärung Frankreichs an Großbritannien und die Vereinigten Niederlande. Im Winter 1794/1795 rückten französische Truppen unter General Jean-Charles Pichegru in die Niederlande ein. Amsterdam wurde am 19. Januar 1795 eingenommen, zwei Tage nachdem Wilhelm V. von Oranien, der Erbstatthalter der Niederlande, nach England abgereist war. Die Exilanten der 1780er Jahre riefen noch vor dem Ende der Kämpfe die Batavische Republik aus. Am 28. Januar 1795 kam es zur Übergabe der Niederländischen Flotte, die bei Texel im Eis eingeschlossen und von der neuen Republik mit einem Kampfverbot belegt worden war, an Frankreich.

### Die neue Republik
Der Staatsname „Batavische Republik“ geht auf die Bataver zurück, einen westgermanischen Volksstamm, der während der römischen Zeit auf dem südlichen Gebiet der heutigen Niederlande siedelte. Wie bei den meisten französischen Tochterrepubliken bedeutete der antikisierende Name, dass der neue Staat sich auf eine frühere, naturrechtliche und nicht feudale Gesellschaftsordnung berief.
Am 16. Mai 1795 schlossen die Französische und die bereits konstituierte Batavische Republik den Friedensvertrag von Den Haag. Die Exklaven Maastricht, Venlo, Staats-Limburg und Staats-Flandern wurden in die bereits französisch gewordenen Österreichischen Niederlande (das heutige Belgien) integriert; die Batavische Republik musste mit hohen Kontributionen eine französische Armee von 25.000 Mann auf ihrem Staatsgebiet unterhalten und 100 Millionen Gulden für die Kriegskosten zahlen. Eine Defensiv- und Offensivallianz verband die beiden Republiken im weiteren Kampf gegen die Koalition (vor allem Österreich und Großbritannien).
Die Batavische Republik stellte staatspolitisch eine Zäsur dar – sie war ein Einheitsstaat. Die Vereinigten Niederlande dagegen waren lediglich ein Zusammenschluss mehrerer Kleinstaaten gewesen, wobei innenpolitisch jeder für sich sehr eigene Wege ging. Von nun an gab es eine zentrale Regierung für die Niederlande, vergleichbar mit den absolutistischen Monarchien wie Frankreich oder Preußen. Außenpolitisch spielte die Republik als von Frankreich abhängiger Staat keine Rolle, aber innenpolitisch blieb der Wandel, beispielsweise in der Religionsfreiheit, nicht ohne Auswirkung; viele zukunftsweisende Neuerungen wie die Standardisierung des Niederländischen wurden zu dieser Zeit beschlossen und umgesetzt.
Im Januar 1796 wurde eine Nationalversammlung gewählt. Wahlberechtigt waren alle männlichen Einwohner, sofern sie als „Anhänger des Gedankens der Volkssouveränität“ galten, anders gesagt: nicht die Orangisten. Am 1. März 1796 trat die Nationalversammlung in Den Haag zusammen, als Nachfolgerin einer 1795 eingesetzten provisorischen Volksvertretung. Die Abgeordneten der Nationalversammlung teilten sich eine „demokratische“ Fraktion, die für einen Einheitsstaat kämpfte, und eine „aristokratische“ Fraktion, die sich für die Bewahrung der föderalistischen Tradition der niederländischen Verfassung einsetzte.
Am 22. Januar 1798 gab es einen unblutigen Staatsstreich (niederländisch 'Event' genannt), um demokratische Veränderungen zu beschleunigen. Eine Gruppe batavischer Abgeordneter, darunter Pieter Vreede, Wijbo Fijnje und Jacobus Nolet, erhielt vom französischen Direktorium die Erlaubnis für einen Staatsstreich; Brigadegeneral Herman Daendels leitete diesen. 28 Mitglieder der zweiten Nationalversammlung wurden verhaftet. Andere, die nicht dazu bereit waren, eine Abscheuerklärung gegen Föderalismus, Aristokratie, Statthalterregierung und Regierungslosigkeit zu billigen, wurden zur Flucht gezwungen; ebenso einige Professoren, Minister und Priester. Die Nationalversammlung, die durch den Staatsstreich mehr als ein Drittel ihrer Mitglieder verloren hatte, erhielt einen neuen Namen: Konstituierende Versammlung. Nach französischem Vorbild wurde eine (zunächst provisorische) Exekutivregierung aus einer Handvoll Volksvertreter gebildet. Damit hatten die Unitarier die Auseinandersetzung gewonnen.
Am 17. März erklärte sich die Provisorische Exekutivregierung, unterstützt durch einen Beschluss der Konstituierenden Versammlung, für „endgültig“. Der Staatsdienst wurde gesäubert. Am 23. April wurde dem Volk ein neuer Verfassungsentwurf vorgelegt (Personen, die als Föderalisten bekannt waren, durften an dem Referendum nicht teilnehmen). Etwa 40 % der Berechtigten nahmen teil; 153.913 Menschen votierten dafür und 11.597 dagegen. Es war sehr schwierig, fünf Männer zu finden, die bereit waren, als sogenannte Agenten die Exekutivregierung zu bilden. Mit der Androhung von Verhaftung und der Auslobung eines sehr hohen Gehalts gelang dies schließlich.
Erst 1798 erhielt die Republik eine Verfassung (niederländisch „Staatsregeling voor het Bataafsche Volk“) nach französischem Vorbild; sie wurde in den folgenden Jahren aber nicht verwirklicht.

### Folgen für das Kolonialreich
Als neuer Verbündeter Frankreichs wurde die Republik 1795 zum Feind der Koalition, der das alte niederländische Kolonialreich weitgehend schutzlos preisgegeben war. Um die überseeischen Besitzungen wenigstens in Teilen zu retten, schloss der geflohene Erbstatthalter der Niederlande, Wilhelm V. von Oranien, im Jahre 1796 einen Vertrag mit Großbritannien, in dem er die Kolonien in britische „Sicherungsverwahrung“ überantwortete und deren Gouverneuren die Anweisung gab, sich der neuen Hoheit zu unterstellen. Die Batavische Republik scheiterte mit ihren Rückeroberungsversuchen wie beispielsweise einer Expedition in die Kapkolonie (1796 Kapitulation in der Saldanhabucht) und verlor letztlich einen großen Teil des Kolonialreiches: Niederländisch-Guayana und Ceylon wurden durch den Frieden von Amiens 1802 britisch, die Kapkolonie blieb zwar auf dem Papier holländisch, wurde dann aber 1806 erneut, nun endgültig, von den Briten übernommen. Die übrigen Kolonien gelangten 1814 wieder unter niederländische Verwaltung.

### Das Ende der Batavischen Republik
1805 ernannte Napoleon, der 1801 in Frankreich die Macht ergriffen hatte (→ Staatsstreich des 18. Brumaire VIII) und mehr und mehr monarchisch regierte, Rutger Jan Schimmelpenninck zum „Ratspensionär“, zum Staatspräsidenten mit fast uneingeschränkter Macht. Schimmelpenninck führte eine neue Verfassung ein.
Im Juni 1806 setzte Napoleon der Batavischen Republik ein Ende, indem er in den Niederlanden die Monarchie einführte und seinen Bruder Louis zum Regenten des Königreichs Holland erhob. An den Reformen sowie an der Idee des Einheitsstaates änderte auch die Restauration nicht viel, so dass viele Änderungen der französischen Zeit im neuen Königreich unter Wilhelm von Oranien (seit 1814/1815) beibehalten wurden.

## Flagge

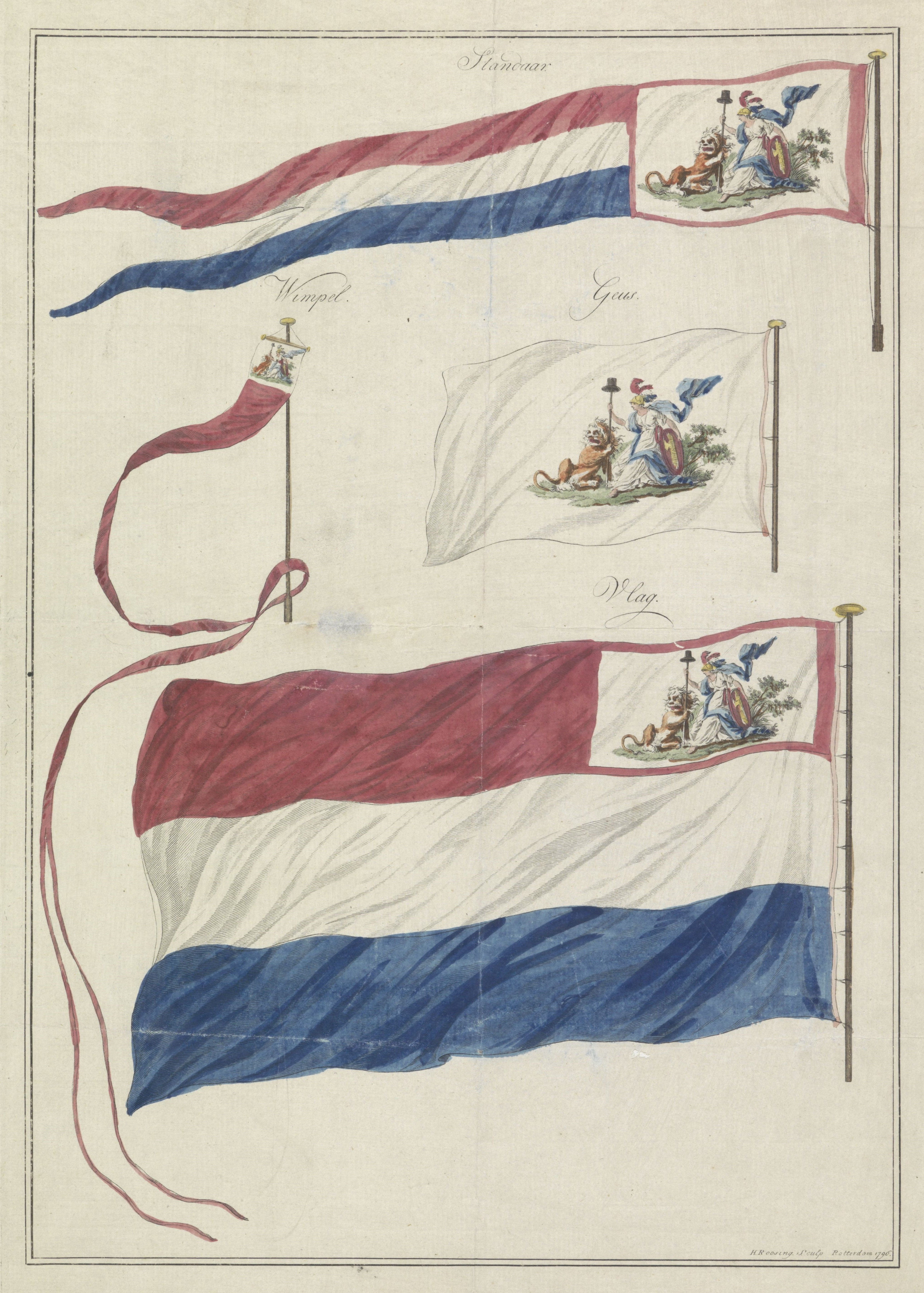
Flaggen der Batavischen Republik mit der Gösch der Kriegsmarine in zeitgenössischer Darstellung

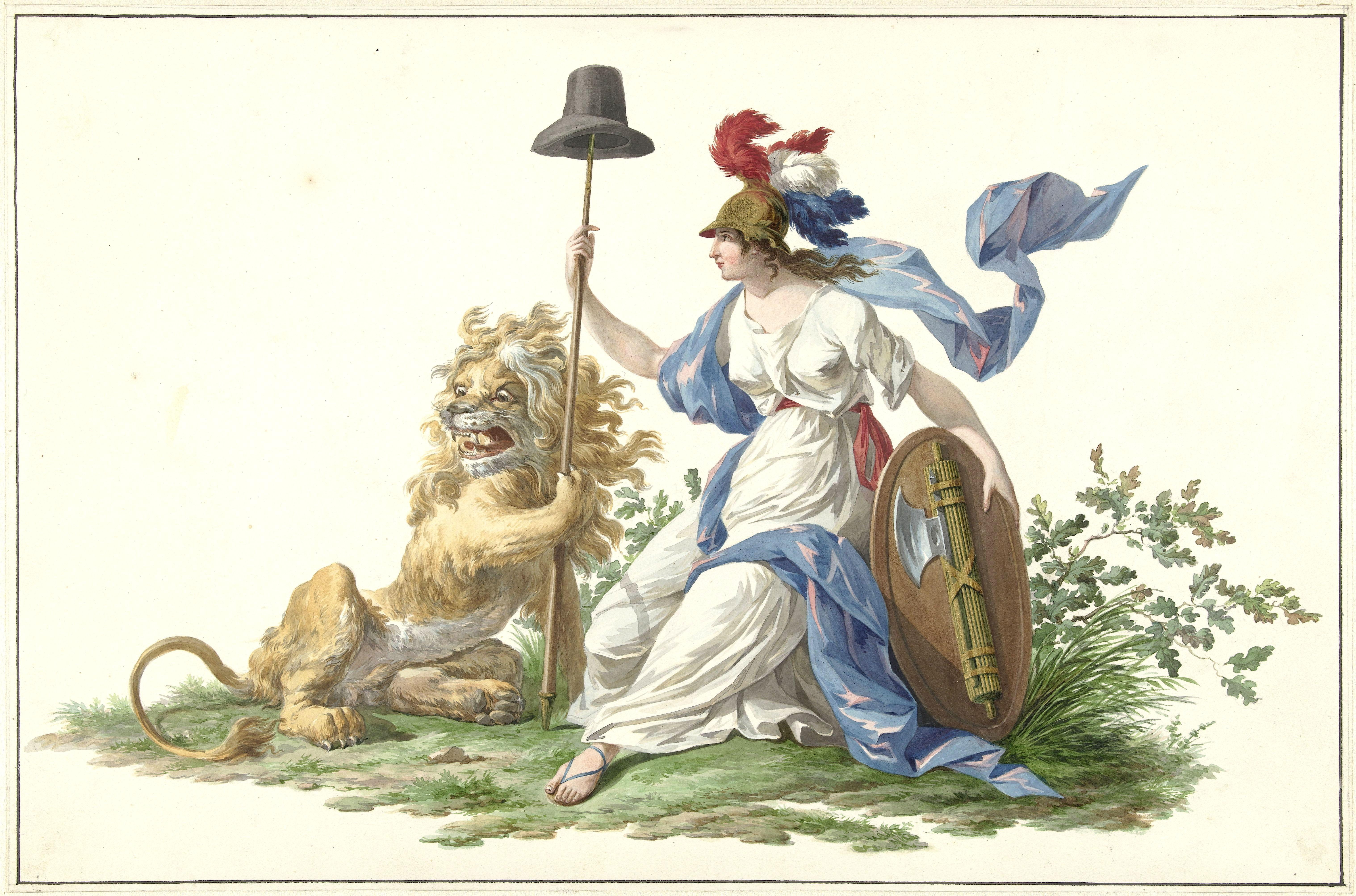
Illustration im Gösch der Flagge

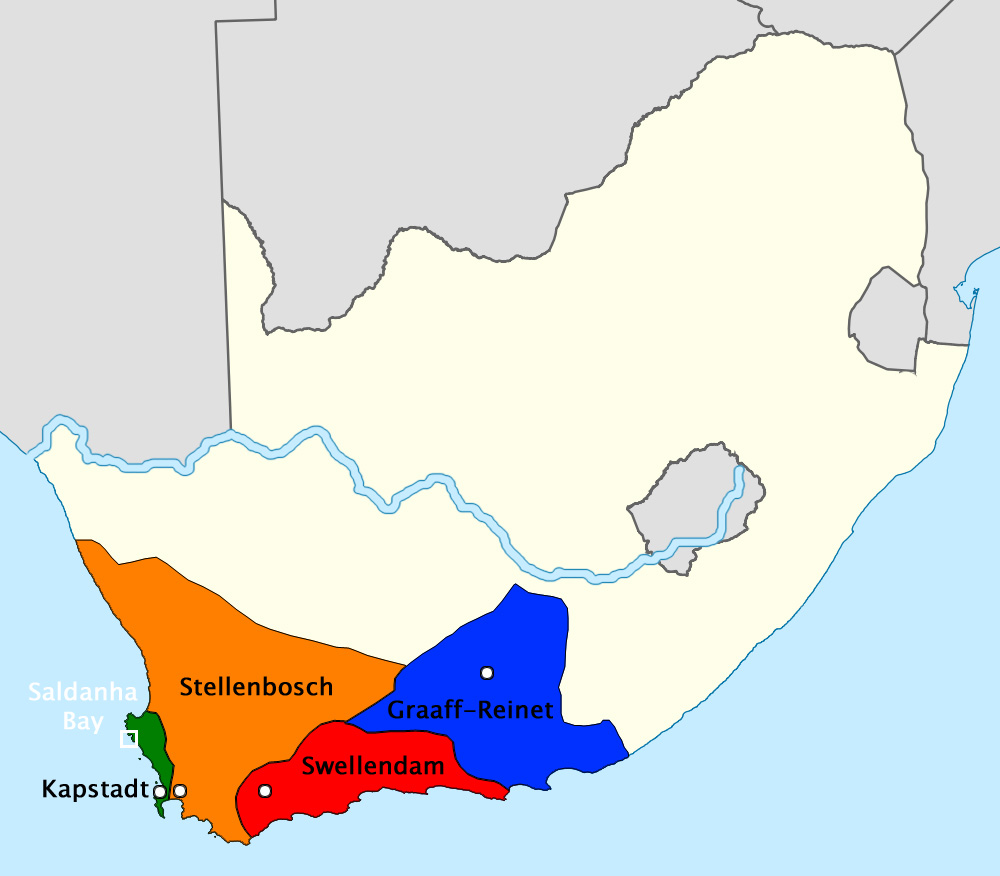
Die Kapkolonie mit den batavischen Tochterrepubliken Graaff-Reinet (blau) und Swellendam (rot) am Vorabend der britischen Okkupation 1795

- Im Gegensatz zu den anderen Tochterrepubliken musste sich die Batavische Republik keine neuerfundene Trikolore in Nachahmung der französischen geben. Am 14. Februar 1796 dekretierte sie die traditionelle niederländische Trikolore mit der waagrechten Teilung in Rot-Weiß-Blau (die nicht in Verbindung mit dem senkrechten französischen Blau-Weiß-Rot steht) per Gesetz zur Nationalfahne. Für die Schiffe der Kriegsmarine wurde jedoch eine Ergänzung der Flagge angeordnet, die wie folgt beschrieben wurde: „Es wird ein Feld eingefügt, das eine Repräsentation einer weiblichen Figur in einer graziösen Haltung enthält, auf einem Flecken grünen Laubs sitzend, sowie einen Speer mit dem Freiheitshut in der Hand haltend. Zu ihren Füßen sitzt ein Löwe, den Kopf zur Seite geneigt und mit einem wilden Gesichtsausdruck ausgestattet.“
- Die Illustration wurde selbstständig als Bugflagge (Gösch) auf allen Kriegsschiffen benutzt.
- Das Feld in der Flagge wurde 1806 mit Errichtung der Monarchie wieder abgeschafft.

## Departements
Die Batavische Republik wurde 1798 in acht Departements eingeteilt (Einwohnerzahlen 1798):
| Departement      | Hauptort         | Einwohner |
| ---------------- | ---------------- | --------- |
| Ems              | Leeuwarden       | 244.495   |
| Alte IJssel      | Zwolle           | 237.788   |
| Rhein            | Arnhem           | 242.516   |
| Amstel           | Amsterdam        | 238.431   |
| Texel            | Alkmaar          | 240.384   |
| Delft            | Delft            | 239.488   |
| Dommel           | ’s-Hertogenbosch | 222.479   |
| Schelde und Maas | Middelburg       | 217.282   |